# Molinot
Molinot ist eine französische Gemeinde mit 166 Einwohnern (Stand 1. Januar 2022) im Département Côte-d’Or in der Region Bourgogne-Franche-Comté. Sie gehört zum Kanton Arnay-le-Duc und zum Arrondissement Beaune. 
Nachbargemeinden sind im Nordwesten Thury und Champignolles, im Norden Val-Mont, im Osten Santosse, im Süden Aubigny-la-Ronce und im Südwesten Épinac.

## Bevölkerungsentwicklung
| Jahr                       | 1962 | 1968 | 1975 | 1982 | 1990 | 1999 | 2008 | 2015 |
| -------------------------- | ---- | ---- | ---- | ---- | ---- | ---- | ---- | ---- |
| Einwohner                  | 256  | 242  | 245  | 186  | 153  | 157  | 150  | 147  |
| Quellen: Cassini und INSEE |      |      |      |      |      |      |      |      |

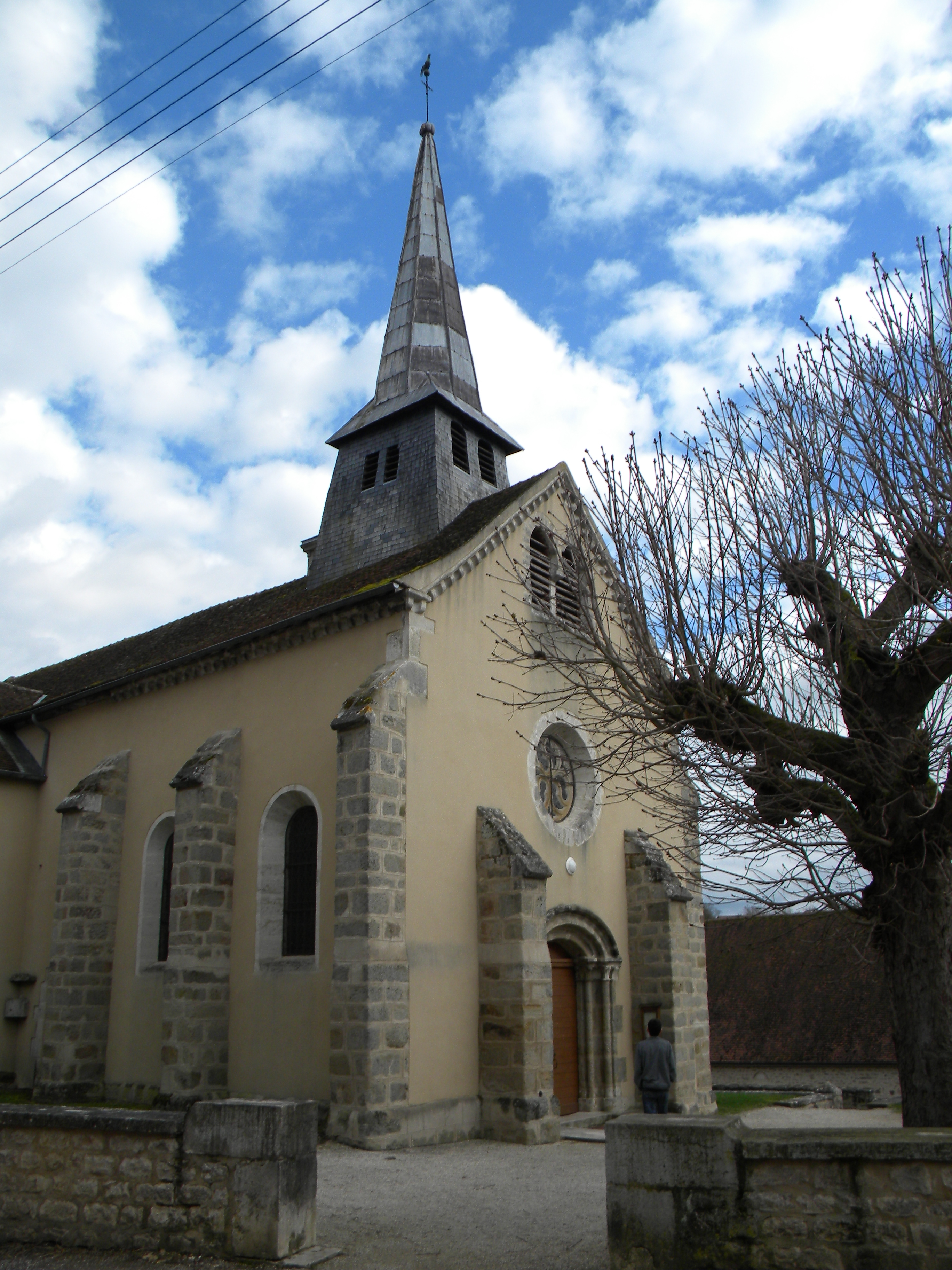
Himmelfahrts-Kirche
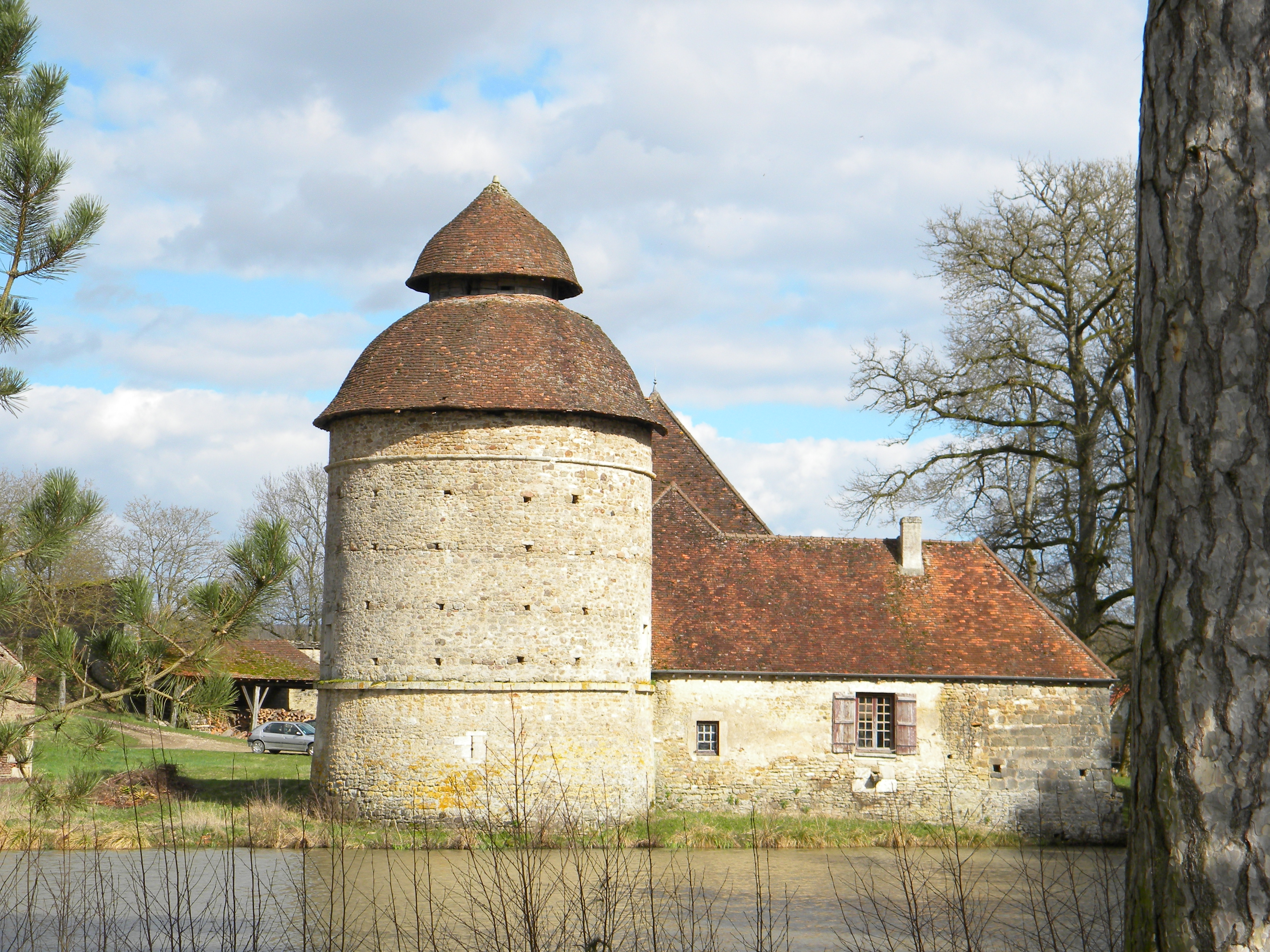
Taubenturm des Schlosses, 14. und 17. Jahrhundert
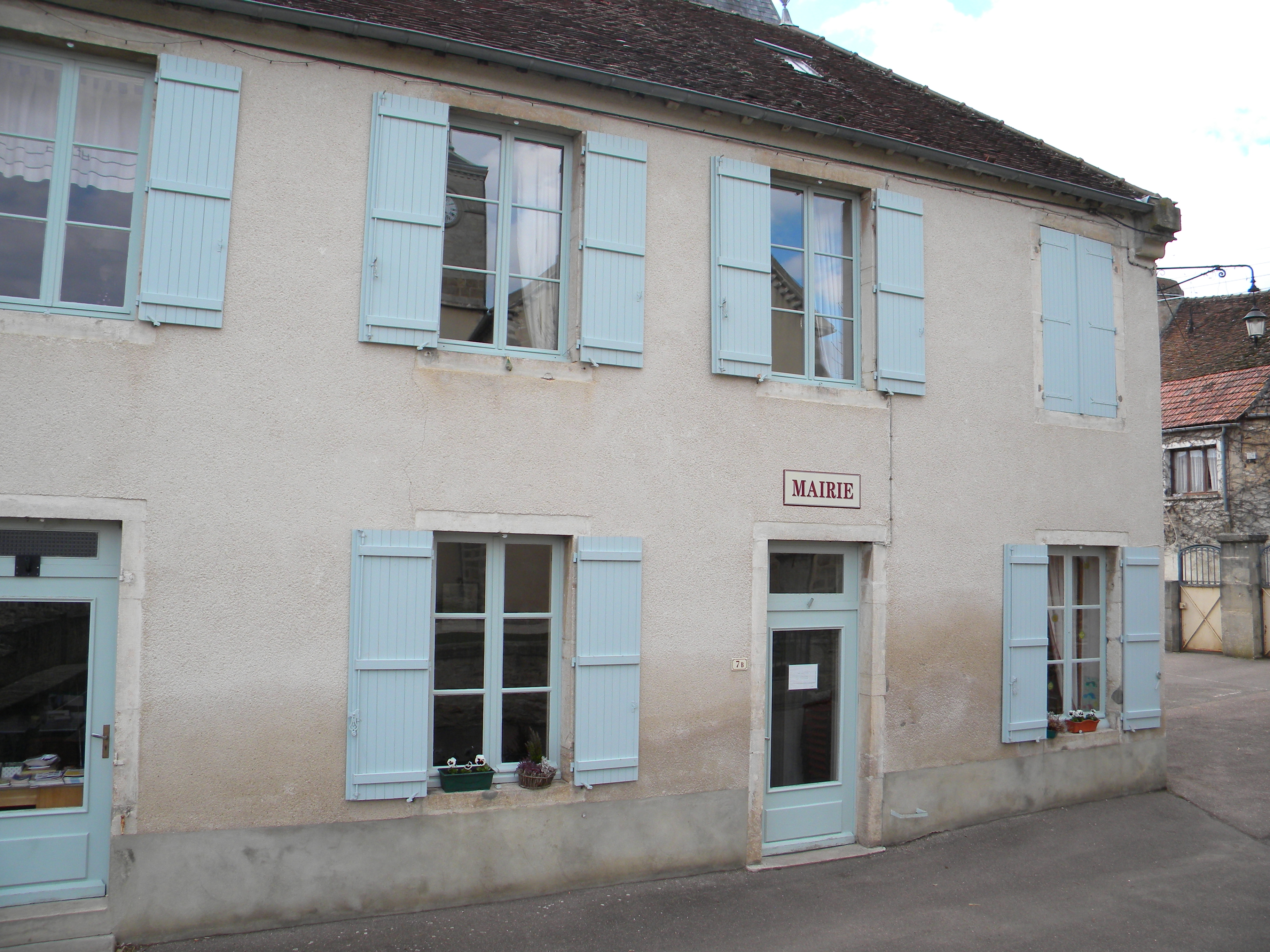
Mairie Molinot